# Effluent
Effluent is een term die gebruikt wordt voor gezuiverd rioolwater / afvalwater dat de rioolwaterzuiveringsinrichting (rwzi) / rioolwaterzuiveringsinstallatie verlaat. Ongezuiverd rioolwater wordt influent genoemd. Over het algemeen bevat effluent nog een deel van de originele vervuiling. 
Toch is deze benaming feitelijk niet juist, omdat effluent eigenlijk uitgang betekent. Dus ook de voorbezinktank heeft een effluent en ook het effluent van de nabezinktank kan weer nabehandeld worden zodat het tevens influent is. Ook industriële waterbehandeling kent de termen influent en effluent.
Ook kan de lozing uit verschillende effluenten bestaan, bijvoorbeeld deels water uit de nabezinktanks, maar ook een deel (bij droog weer meestal) dat nabehandeld wordt. Tot slot zijn er ook situaties waar een deel van het water na alleen voorbehandeling geloosd wordt. We moeten dus opletten bij de term 'effluent'. 
Indien stedelijk afvalwater gezuiverd wordt zal het effluent ook ziektekiemen en wormeieren bevatten tenzij het gesteriliseerd wordt, hetgeen normaal gesproken niet toegepast wordt in een rioolwaterzuiveringsinstallatie. Lozing van deze zuiveringen bevat tegenwoordig ook steeds vaker meetbare hoeveelheden van geneesmiddelen, drugsresten, genotmiddelen en hormonen. Met name deze laatste stoffen zijn een bedreiging voor de drinkwatervoorziening en voor de organismen in het oppervlaktewater omdat ze lange tijd in het water blijven en moeilijk te verwijderen zijn.
Totaal-effluentbeoordeling (TEB) is een effectgerichte methode om de milieubezwaarlijkheid van effluenten te beoordelen. 